# Liste des ponts et autres traverses de la rivière Richelieu
Cet article constitue une liste de ponts et traverses qui enjambent la rivière Richelieu, entre le fleuve Saint-Laurent (au Québec) et le lac Champlain (au Vermont).
| Indicateur: Communautés reliés par des passages individuels                   |
| ----------------------------------------------------------------------------- |
| - (O): terminal de la rive Ouest (rive) - (E): terminal de la rive Est (rive) |

## Traverses
| Traverses                                                                 | Photo | Année de construction    | Communautés liées                                             | Routes | Nom d'origine | Coordonnées |
| ------------------------------------------------------------------------- | ----- | ------------------------ | ------------------------------------------------------------- | --- | --- | --- |
| Pont Turcotte                                                             |       | circa 1937               | (O) Tracy (E) Sorel                                           | Route 132 | | 46° 02′ 29″ N, 73° 07′ 03″ O (Sorel-Tracy)                                                                          |
| Pont de la "South Shore Railway"                                          |       | 1896                     | (O) Tracy (E) Sorel                                           | abandonnée | South Shore Railway | 46° 02′ 17″ N, 73° 06′ 58″ O (Sorel-Tracy)                                                                          |
| Pont Sorel-Tracy                                                          |       | 1968                     | (O) Tracy (E) Sorel                                           | Autoroute 30 | Communautés de Sorel et Tracy | 46° 01′ 46″ N, 73° 07′ 50″ O (Sorel-Tracy)                                                                          |
| Traversier reliant Saint-Roch-de-Richelieu et Saint-Ours                  |       |                          | (O) Saint-Roch-de-Richelieu (E) Saint-Ours                    | | | 45° 53′ 19″ N, 73° 09′ 16″ O (Saint-Roch-de-Richelieu) 45° 53′ 17″ N, 73° 09′ 07″ O (Saint-Ours)                    |
| Traverse reliant Saint-Antoine-sur-Richelieu et Saint-Denis-sur-Richelieu |       |                          | (O) Saint-Antoine-sur-Richelieu (E) Saint-Denis-sur-Richelieu | | | 45° 47′ 14″ N, 73° 09′ 56″ O (Saint-Antoine-sur-Richelieu) 45° 47′ 03″ N, 73° 09′ 39″ O (Saint-Denis-sur-Richelieu) |
| Traverse reliant Saint-Marc-sur-Richelieu et Saint-Charles-sur-Richelieu  |       |                          | (O) Saint-Marc-sur-Richelieu (E) Saint-Charles-sur-Richelieu  | | | 45° 41′ 29″ N, 73° 11′ 28″ O (Saint-Marc-sur-Richelieu) 45° 41′ 25″ N, 73° 11′ 11″ O (Saint-Charles-sur-Richelieu)  |
| Pont Arthur-Branchaud                                                     |       | 1964                     | (O) Beloeil (E) Mont-Saint-Hilaire                            | Autoroute 20 | | 45° 35′ 39″ N, 73° 11′ 19″ O (Beloeil)                                                                              |
| Pont Jordi-Bonet                                                          |       |                          | (O) Beloeil (E) Mont-Saint-Hilaire                            | Route 116 | Jordi Bonet | 45° 33′ 50″ N, 73° 12′ 01″ O (Beloeil)                                                                              |
| Pont du Canadien National                                                 |       | Décembre 27, 1848        | (O) McMasterville (E) Mont-Saint-Hilaire                      | Chemin de fer nationaux du Canada (CN) AMT Mont-Saint-Hilaire Ligne train de banlieue Via Rail train de passagers | entreprise ferroviaire utilisant le pont, à l'origine du Saint-Laurent & Atlantic Railroad                                            | 45° 32′ 53″ N, 73° 12′ 35″ O (McMasterville)                                                                        |
| Pont Yule                                                                 |       |                          | (O) Chambly (E) Richelieu                                     | Route 112 | Boulevard Richelieu | 45° 26′ 30″ N, 73° 15′ 23″ O (Chambly)                                                                              |
| Pont de la "Montreal & Southern Counties Railway"                         |       | Septembre 22, 1877       | (O) Chambly (E) Richelieu                                     | abandonnée | de la compagnie de chemin de fer interurbain qui a utilisé le pont                                                                    | 45° 26′ 22″ N, 73° 15′ 19″ O (Chambly)                                                                              |
| Pont Michel-Chartrand                                                     |       | 1962                     | (O) Chambly (E) Richelieu                                     | Autoroute 10 | | 45° 24′ 55″ N, 73° 14′ 33″ O (Chambly)                                                                              |
| Pont Félix-Gabriel-Marchand                                               |       | 1966                     | (O) Saint-Jean-sur-Richelieu (E) Iberville                    | Autoroute 35 | Félix-Gabriel Marchand | 45° 19′ 36″ N, 73° 15′ 34″ O (Saint-Jean-sur-Richelieu)                                                             |
| Pont de la Montreal, Maine & Atlantic Railway                             |       | Août 8, 1887             | (O) Saint-Jean-sur-Richelieu (E) Iberville                    | Montréal, Maine et Atlantic Railway (MM & AR)                                                                     | par la société de chemin de fer en cours d'exploitation sur le pont, était à l'origine du chemin de fer de l'Atlantique et Nord-Ouest | 45° 18′ 37″ N, 73° 14′ 50″ O (Saint-Jean-sur-Richelieu)                                                             |
| Pont Gouin                                                                |       |                          | (O) Saint-Jean-sur-Richelieu (E) Iberville                    | Route Saint-Jacques                                                                                               | | 45° 18′ 21″ N, 73° 14′ 47″ O (Saint-Jean-sur-Richelieu)                                                             |
| Pont de "Stanstead, Shefford et Chambly Railroad" (démoli)                |       | Décembre 28, 1858 à 1965 | (O) Saint-Jean-sur-Richelieu (E) Iberville                    | | société de chemin de fer qui a construit la traversée                                                                                 | 45° 18′ 08″ N, 73° 14′ 48″ O (Saint-Jean-sur-Richelieu)                                                             |
| Pont Jean-Jacques-Bertrand                                                |       |                          | (O) Lacolle (secteur: Notre-Dame-du-Mont-Carmel) (E) Noyan    | Route 202 | | 45° 03′ 51″ N, 73° 19′ 49″ O (Notre-Dame-du-Mont-Carmel)                                                            |
| Pont de Canada Atlantic Railway                                           |       | 1er juillet, 1888        | (O) Lacolle (secteur: Notre-Dame-du-Mont-Carmel) (E) Noyan    | Chemin de fer nationaux du Canada (CN) New England Central (NECR)                                                 | Nommé d'après le nom de la première compagnie de chemin de fer qui a construit le pont                                                | 45° 03′ 40″ N, 73° 19′ 53″ O (Notre-Dame-du-Mont-Carmel (Lacolle))                                                  |